# Tijuanai Kulturális Központ
A Tijuanai Kulturális Központ (spanyolul Centro Cultural Tijuana, rövidítve CECUT) Tijuana város legnagyobb, Mexikó egyik legjelentősebb kulturális intézménye, évente mintegy másfélmillió látogatót vonz.

## Elhelyezkedés
Az épületegyüttes Tijuana egyik legmodernebb kerületében, Zona Ríóban található, közel az országhatárhoz. 35 445 m²-es területen fekszik, a Paseo de los Héroes No. 9350. címen.

## Történet
Két évnyi építkezés után 1982. október 20-án avatták fel, tervezői Pedro Ramírez Vázquez és Manuel Rosen Morrison építészek. Még ebben az évben bemutatták benne az El pueblo del Sol című filmet, melyet külön erre az alkalomra készítettek, és sok pozitív visszajelzést kapott a benne látható mexikói látképek miatt.
1992-től kezdve ad otthont az Alsó-Kaliforniai Zenekarnak (Orquesta de Baja California, OBC) és a Latin-Amerikai Gitárközpontnak (Centro Hispanoamericano de Guitarra).
2008-ban felavatták a központhoz tartozó, El Cubo (,,A Kocka") becenéven nevezett épületet is, mely elnevezésre az adta az ötletet, hogy a központi, gömb alakú épület (a mozi) neve La Bola, vagyis ,,A Labda", ,,A Golyó".

## Jelene
A központ több épületből áll, legjellegzetesebb közülük a nagyjából gömb alakú mozi, mely a város első és egyetlen IMAX-mozija. Szabadtéri részének befogadóképessége kb. 6000 fő, ezen a területen gyakran rendeznek koncerteket, fesztiválokat és különféle kiállításokat.
Az épületek 2000 óta egy állandó kiállításnak is otthont adnak: a Museo de las Californiasnak, mely 8 teremben foglalkozik Alsó-Kalifornia történetével, mintegy 350 emléket bemutatva. Emellett található itt egy olyan kiállítás is (Jardín Caracol, azaz Csigakert), ami a spanyol hódítók megérkezése előtti Közép-amerikai kultúrákhoz tartozó szobrokat mutat be.
Könyvesboltja, kávézója, valamint előadó- és videótermei mellett egy 1000 fős színházteremmel is rendelkezik.

## Látkép

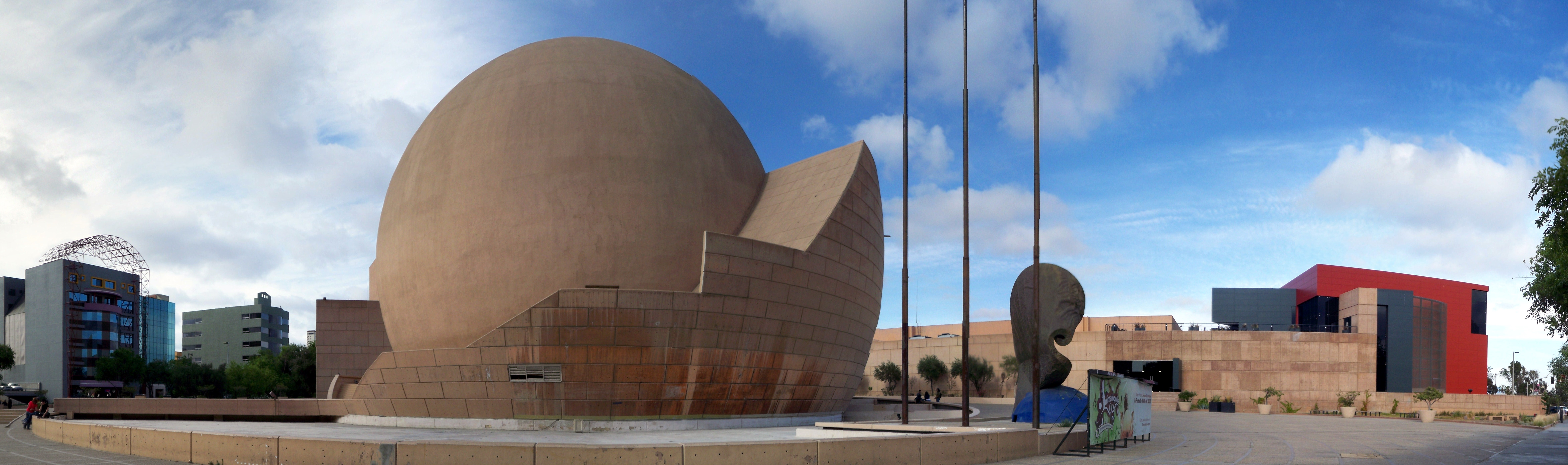
A Tijuanai Kulturális Központ látképe